# KPV Kokkola
El KPV, conocido como Kokkolan Palloveikot, es un equipo de fútbol de Finlandia que milita en la Ykkönen, la segunda liga de fútbol más importante del país.

## Historia
Fue fundado en el año 1930 en la ciudad de Kokkola y cuenta con una rivalidad de ciudad con el GBK, en vista de que éstos hablan sueco y el KPV hablan finés. Ha sido campeón de liga en 1 ocasión y 2 finales de Copa. 
A nivel internacional ha participado en 2 torneos continentales, en los cuales nunca ha podido superar la Primera Ronda.

## Palmarés
- Primera División de Finlandia: 1

1969
- - Subcampeón: 1

1973
- Copa de Finlandia: 0
  - Finalista: 2

1982, 2006

## Participación en competiciones de la UEFA
| Temporada | Torneo                | Ronda         | Club       | Marcador |
| --------- | --------------------- | ------------- | ---------- | -------- |
| 1970/71   | UEFA Champions League | Primera Ronda | Celtic FC  | 0-9, 0-5 |
| 1974/75   | UEFA Europa League    | Primera Ronda | 1. FC Köln | 1-5, 1-4 |

## Jugadores

### Jugadores destacados
| - Jukka Hakala - Pekka Kainu - Miika Koppinen - Tero Koskela - Henri Myntti | - Juha Reini - Keith Armstrong - Jaime Rodríguez - Dawda Bah - Demba Savage | - Abdoulie Corr - Ramon Bailey - Paul Ramsey |

## Jugadores

### Altas y bajas 2023-24 (verano)
Altas 
| Jugador | Nacionalidad | Posición | Procedencia  | Tipo | Precio |
| ------- | ------------ | -------- | ------------ | ---- | ------ |
|         | Bandera de ? |          | Bandera de ? |      |        |

Bajas 
| Jugador | Nacionalidad | Posición | Destino | Tipo | Precio |
| ------- | ------------ | -------- | ------- | ---- | ------ |
|         |              |          |         |      |        |